# Raión de Pogar
El raión de Pogar (ruso: Пога́рский райо́н) es un distrito administrativo y municipal (raión) ruso perteneciente a la óblast de Briansk. Se ubica en el sur de la óblast. Su capital es Pogar.
En 2021, el raión tenía una población de 22 658 habitantes.
El raión es fronterizo al sur con Ucrania.

## Subdivisiones
Comprende 120 localidades, agrupadas en 13 gobiernos locales, que son el asentamiento de tipo urbano de Pogar (la capital) y los siguientes 12 asentamientos rurales:
- Borshchovo
- Vadkovka
- Vitemlia
- Guetunovka
- Gorodishche
- Griniovo
- Dolbotovo
- Kistior
- Posudichi
- Suvórovo
- Chausy (con capital en Sopychi)
- Yudinovo